# Geranomyia costomaculata
Geranomyia costomaculata är en tvåvingeart som beskrevs av William George Dietz 1921. Geranomyia costomaculata ingår i släktet Geranomyia och familjen småharkrankar. Inga underarter finns listade i Catalogue of Life.